# Kuldīga
Kuldīga (in tedesco Goldingen) è un comune della Lettonia appartenente alla regione storica della Curlandia di circa 30 000 abitanti. Essa è una città pittoresca che un tempo era membro dell'Hansa un'alleanza di città che dal XIV secolo controllò i commerci nell'europa settentrionale, il suo sviluppo fu interrotto dalle guerre all'inizio del XVIII secolo, che ne fermarono l'industrializzazione permettendole di conservarsi quasi intatta fino ad oggi.

## Località
Il comune è stato istituito nel 2009 ed è formato dalle seguenti località:
- Ēdole
- Gudenieki
- Īvande
- Kabile
- Kurmāle
- Laidi
- Padure
- Pelči
- Renda
- Rumba
- Snēpele
- Turlava
- Vārme
- Kuldīga

## Monumenti
Il 17 settembre 2023 l'antica città è stata iscritta nella Lista dei patrimoni dell'umanità dell'UNESCO dalla quarantacinquesima sessione del Comitato del patrimonio mondiale riunito a Riad.
- Chiesa della Santa Trinità (Sv. Trisvienibas baznica)
- Chiesa di Santa Caterina (Sv. Katrinas baznica)